# Joaquim de Almeida Henriques
Joaquim de Almeida Henriques OTE • GOA • MPBS • MOCE • MRDA • MCC • MV (Leiria, Leiria, 28 de Maio de 1875 - Lisboa, 26 de Setembro de 1945) foi um distinto oficial da Armada, tendo atingido o posto de contra-almirante. Foi o primeiro comandante de submarino da Marinha Portuguesa e o primeiro comandante de esquadrilha submarina do mesmo ramo.

## Carreira
Ingressou na Escola Naval no dia 8 de Novembro de 1893, como Aspirante de 2.ª Classe. Foi promovido a Guarda-Marinha a 30 de Outubro de 1895, efectuando o seu tirocínio de embarque, com a patente de Segundo-Tenente, no cruzador D. Carlos em 1898, onde serviu um ano, passando em seguida à canhoneira Vouga.
A 19 de Fevereiro de 1907, Almeida Henriques é nomeado para frequentar o curso de Oficial Torpedeiro na Escola de Torpedos e Electricidade de Vale de Zebro e, no final desse ano parte para a Divisão Naval do Atlântico Sul, onde iria prestar serviço a bordo do cruzador Adamastor. Em 1908 foi promovido a Primeiro-Tenente e nomeado Oficial Imediato desse navio, acumulando funções com o encargo de revisão do regulamento da Administração da Fazenda Naval.
A sua carreira vai ficar indelevelmente associada aos novos meios operacionais da esquadra. Assim, a 23 de Março de 1911, é louvado pelo Ministro da Marinha e Colónias pela forma como, em Itália, participa nas provas de mar do primeiro submersível - encomendado por Portugal ainda durante a Monarquia - e pelo interessante e minucioso relatório que resulta das experiências efectuadas. Às 11 horas do dia 15 de Abril de 1913 é entregue, em sessão solene, o primeiro submarino português: - o Espadarte - que passa a ser comandado pelo Primeiro-Tenente Almeida Henriques e larga do porto de La Spezia, rumo a Portugal, a 22 de Maio de 1913.
Em Lisboa têm lugar, a 14 de Maio de 1915, graves confrontos armados. A um lado a Marinha, em peso; do outro o governo do General Pimenta de Castro. Era vontade de alguns elementos do Governo que o Espadarte, comandado por Almeida Henriques, intimidasse os marinheiros revoltados, enviando uma mensagem por TSF para que se rendessem. Caso fosse necessário devia mostrar-se à esquadra e imergir, com instruções de última instância para que atacasse uma unidade de menor valor, se nenhuma das ameaças tivesse resultado. A ordem não foi cumprida, por Almeida Henriques, assumindo-se como o introdutor dos submersíveis em Portugal, não querer baptizar o Espadarte com sangue dos camaradas.
Em finais de 1915 o governo português encomenda mais três submersíveis, que são aumentados ao efectivo da Marinha a 20 de Outubro de 1917. O Foca, o Golfinho e o Hidra largam de La Spezia escoltados pelo rebocador Patrão Lopes, para efectuar uma viagem pelo Mediterrâneo até ao Tejo, que veio a constituir um feito notável, tendo em conta os perigos e vicissitudes a que ficaram expostas as unidades e as guarnições dos quatro navios lusitanos. Almeida Henriques, promovido a Capitão-Tenente a 29 de Outubro de 1917, comandava o Golfinho.
Os três navios chegam a Portugal a 10 de Fevereiro de 1918, passando a constituir, com o Espadarte, a primeira esquadrilha de submersíveis da Marinha Portuguesa, sendo Joaquim de Almeida Henriques o seu primeiro comandante.
Em 1918 fica ficava concluída a estação de submersíveis na doca de Belém, cujo projecto fora concebido por uma comissão composta por três oficiais da Marinha, entre os quais se encontrava Almeida Henriques que, entretanto, fora também incumbido de elaborar o regulamento da esquadrilha de submersíveis.
A 18 de Fevereiro de 1920 foi feito Oficial da Antiga e Muito Nobre Ordem Militar da Torre e Espada, do Valor, Lealdade e Mérito.
Promovido a Capitão de Fragata a 15 de Abril de 1920, Almeida Henriques deixa o cargo de comandante do Golfinho. O seu desempenho é desde logo enaltecido, dentro e fora da Marinha, pelos seus relevantes serviços prestados durante a Primeira Guerra Mundial, como comandante da Primeira Esquadrilha e em simultâneo comandante operacional de um dos seus submersíveis.

### Uma Nova Fase
A 15 de Maio de 1922 foi exonerado do comando da esquadrilha de submersíveis e nomeado, a 4 de Julho desse ano, Capitão do Porto da Nazaré. Os seus cargos, nos anos seguintes, passarão pelos órgãos centrais de administração e direcção da Marinha. Promovido a Capitão de Mar e Guerra a 13 de Fevereiro de 1933, foi Presidente do Conselho Administrativo da Missão Naval na Grã-Bretanha e Irlanda do Norte, que supervisionava a construção de novos submersíveis e avisos de 1.ª Classe e, em acumulação, o de comandante do aviso de 1.ª Classe Afonso de Albuquerque.
Almeida Henriques veio igualmente a ficar associado ao ensino naval. Tendo dirigido a Escola Náutica, a 10 de Janeiro de 1936 deixa este cargo para ser nomeado Director e 1.º Comandante da Escola Naval, contribuindo com o seu sentido de organizador para que o complexo processo de transferência daquela importante estrutura de ensino, para as novas instalações do Alfeite, na Margem Sul do Tejo, se efectuasse como planeado.
A 5 de Outubro de 1933 foi feito Grande-Oficial da Ordem Militar de São Bento de Avis.
Muito ligado ao desporto, e seu grande incentivador, foi, em acumulação, Director da Educação Física da Armada, de 23 de Janeiro a 20 de Junho de 1936, data em que cessa igualmente as funções de 1.º Comandante da Escola Naval.
Promovido a Contra-Almirante a 21 de Março de 1937, é nomeado Subchefe do Estado-Maior Naval, exercendo pela mesma altura, o cargo de Superintendente dos Serviços da Armada. No ano seguinte finda a sua carreira, como instrutor da Esquadrilha de Submersíveis.

### Condecorações
- Medalha da Rainha Dona Amélia de Prata de Portugal
- Medalha Comemorativa da Campanha do Exército Português com a legenda "no Mar 1916-17-18" de Portugal
- Medalha da Vitória de Portugal
- Oficial da Antiga e Muito Nobre Ordem Militar da Torre e Espada, do Valor, Lealdade e Mérito de Portugal (18 de Fevereiro de 1920)
- Grande-Oficial da Ordem Militar de São Bento de Avis de Portugal (5 de Outubro de 1933)
- Cavaleiro da Ordem da Coroa da Itália de Itália
- Medalha da Cruz de Guerra concedida pelo Governo de Itália
- Medalha de Prata de Bons Serviços de Portugal
- Medalha de Ouro de Comportamento Exemplar de Portugal